# Phyllastrephus flavostriatus
Phyllastrephus flavostriatus е вид птица от семейство Pycnonotidae.

## Разпространение
Видът е разпространен в Бурунди, Замбия, Зимбабве, Демократична република Конго, Кения, Малави, Мозамбик, Руанда, Свазиленд, Танзания, Уганда и Южна Африка.